# Formatio reticularis pontis paramediana
Die Formatio reticularis pontis paramediana (nach der englischen Bezeichnung paramedian pontine reticular formation auch paramediane pontine retikuläre Formation, PPRF) ist ein Teil der Formatio reticularis der Pons („Brücke“), ein Teil des Hirnstamms. Die Region beinhaltet das pontine Blickzentrum und dient der Steuerung horizontaler Augenbewegungen.

## Erkrankungen
Schädigungen der PPRF verursachen horizontale Blicklähmungen.